# Irena Wilhelmina Łukomska
Irena Wilhelmina Łukomska z d. Gerke (ur. 30 września 1912 w Warszawie, zm. 6 grudnia 2017) – polska nauczycielka, członkini Armii Krajowej.

## Życiorys
Dzieciństwo spędziła w Słupcy, Kaliszu oraz Kole, w którym to mieście ukończyła prywatną pensję dla dziewcząt (1919–1925) oraz Koedukacyjne Gimnazjum Towarzystwa „Oświata” (1925–1931). Po zdaniu egzaminu gimnazjalnego w 1931 roku wraz z rodziną przeniosła się do Warszawy. Tu została przyjęta na Wydział Filologiczny Uniwersytetu Warszawskiego. Naukę na tej uczelni przerwała w 1933 roku, by przenieść się do warszawskiego Państwowego Studium Pomaturalnego im. Stanisława Konarskiego. Po ukończeniu Studium w 1934 roku zdała egzamin dyplomowy na nauczyciela szkół powszechnych i rozpoczęła pracę dydaktyczną w szkołach w Milanówku (bezpłatna praktyka nauczycielska), Grodzisku Mazowieckim oraz Dębem Wielkim. W 1937 roku zdała egzamin praktyczny, kwalifikujący do nauczania w publicznych szkołach powszechnych.
Po wybuchu II wojny światowej udało się jej uzyskać zatrudnienie w szkole w Wiciejowie, gdzie pracowała do września 1941 roku. W tym czasie zorganizowała tajne nauczanie dla dzieci w okolicznych wsi, ucząc języków: polskiego, łacińskiego i niemieckiego. Była również członkinią Tajnej Organizacji Nauczycielskiej. W 1941 roku poznała Jana Łukomskiego - również nauczyciela, z którym wzięła ślub w grudniu 1942 roku. Wcześniej, bo od października 1942 roku została członkinią Armii Krajowej. Po przeprowadzce do Warszawa pełniła rolę łączniczki między Warszawą a Mińskiem Mazowieckim, organizowała dostarczanie paczek żywnościowych więźniom Pawiaka oraz udział w wyrabianiu dokumentów chroniących Polaków przed wywozem na roboty przymusowe do Niemiec.
Po zakończeniu działań zbrojnych, lata 1948-1966 spędziła w Kutnie oraz pobliskich Gosławicach, pracując w tamtejszych szkołach oraz pełniąc funkcję kierownika Biura Powiatowego Komitetu Koordynacyjnego Społecznego Funduszu Budowy Szkół przy Wydziale Oświaty i Kultury Prezydium Powiatowej Rady Narodowej w Kutnie (1959-1964). W 1966 roku została zatrudniona w Szkole Podstawowej nr 5 w Wołominie, gdzie pracowała aż do 1973 roku (od 1968 roku - na pół etatu).
Od 1995 roku pozostawała w kontakcie z londyńskim Instytutem im. Marszałka Józefa Piłsudskiego. Była również darczyńcą Muzeum Powstania Warszawskiego, której to placówce podarowała pamiątki po swych braciach: Witoldzie, Waldemarze i Leszku Gerke, którzy byli uczestnikami powstania oraz własne dokumenty dotyczące okresu konspiracji podczas okupacji hitlerowskiej. Była członkinią Stowarzyszenia Polskich Kombatantów.
Małżeństwo Łukomskich miało trzech synów: Krzysztofa, Lecha i Andrzeja. Jan Łukomski zmarł we wrześniu 1990 roku. Po jego śmierci Irena Łukomska nawiązała kontakty z Marianem Przedpełskim - mazowieckim regionalistą i pasjonatem etnografii, jej pierwszą miłością z czasów studenckich. Marian Przedpełski zmarł w 1998 roku, a w 2000 roku Irena Łukomska wydała książkę o jego życiu i twórczości.
Pochowana na cmentarzu ewangelicko-augsburskim w Warszawie (aleja 66, grób 34/36).

## Odznaczenia i nagrody
W uznaniu swych zasług Irena Łukomska została odznaczona Krzyżem Kawalerskim Orderu Odrodzenia Polski, Złotym Krzyżem Zasługi (1983), Medalem Komisji Edukacji Narodowej (1980), Odznaką Za Tajne Nauczanie (1985), Złotą Odznaką ZNP (1974) oraz Medalem 90-lecia Miasta Wołomin (2010) i tytułem „Przyjaciela Muzeum Powstania Warszawskiego”, a w 2012 została wyróżniona medalem „Pro Masovia”.